# Orthocladius insigniforceps
Orthocladius insigniforceps är en tvåvingeart som först beskrevs av Jean-Jacques Kieffer 1929.  Orthocladius insigniforceps ingår i släktet Orthocladius och familjen fjädermyggor. Inga underarter finns listade i Catalogue of Life.